# Dyscia deminutaria
Dyscia deminutaria là một loài bướm đêm trong họ Geometridae.